# Olga Akopian
Olga Sergeïevna Akopian (russe : Ольга Сергеевна Акопян, anglais : Olga Akopyan), née Olga Levina le 4 mars 1985 à Volgograd, est une joueuse internationale russe de handball.
Avec la Russie, elle est notamment double championne du monde et championne olympique en 2016.

## Biographie
Elle met fin à sa carrière après la victoire aux Jeux olympiques de Rio.
En 2019, elle prend le poste d'adjointe de l'entraîneur Jan Leslie, au sein du club nouvellement créé du CSKA Moscou.

## Palmarès

### Sélection nationale
Jeux olympiques
- médaillée d'or aux Jeux olympiques 2016 à Rio de Janeiro
- 8e place aux Jeux olympiques 2012 à Londres

championnats du monde
- vainqueur du championnat du monde 2007
- vainqueur du championnat du monde 2009
- 5e place du championnat du monde 2015

championnats d'Europe
- finaliste du championnat d'Europe 2006
- troisième du championnat d'Europe 2008

autres
- vainqueur du championnat du monde junior en 2005

### Club
compétitions internationales
- vainqueur de la coupe de l'EHF en 2008 (avec Dinamo Volgograd)
- finaliste de la coupe d'Europe des vainqueurs de coupe en 2016 (avec Lada Togliatti)

compétitions nationales
- championne de Russie en 2009, 2010, 2011, 2012, 2013 et 2014 (avec Dinamo Volgograd)